# کین ریچموند
کین ریچموند (انگلیسی: Kane Richmond؛ ‏ ۲۳ دسامبر ۱۹۰۶ – ۲۲ مارس ۱۹۷۳) بازیگر اهل ایالات متحده آمریکا بود. وی بین سال‌های ۱۹۲۹ تا ۱۹۴۸ میلادی فعالیت می‌کرد.
از فیلم‌هایی که وی در آن نقش داشته‌است، می‌توان به به میل خودشان، برای اثبات بی‌گناهی، خبر خوب، سیاست، تفنگ‌های بزرگ، راه گریزی ندارم، شهرک پسرها و نوت راکنی آمریکایی، و بازگشت سیسکو کید اشاره کرد.